# Старомайорське
Старомайо́рське — село в Україні, у Великоновосілківській селищній громаді Волноваського району Донецької області.

## Географічне положення
Село Старомайо́рське розташоване за 102 км від обласного центру та 78 км від районного центру, на лівому березі річки Мокрі Яли. Відстань до адміністративного центру громади становить близько 13,8 км і проходить автошляхом Т 0518, до Маріуполя — 120 км.
Землі села межують із територією села Приютне Запорізької області.

## Історія

### XIX століття
Село засноване на початку XVIII століття.  Козацьке поселення відносилося до Кальміуської паланки Запорозької Січі.
За даними на 1859 рік у власницькому селі Майорське Олександрівського повіту Катеринославської губернії мешкало 885 осіб (435 чоловічої статі та 450 — жіночої), налічувалось 136 дворових господарств, існували православна церква й завод, відбувались 2 ярмарки на рік.
Станом на 1886 рік у колишньому власницькому селі Майорське, центрі Майорської волості Маріупольського повіту Катеринославської губернії, мешкало 1371 особа, налічувалось 83 дворових господарств, існували православна церква, школа, лавка, 2 винних погреби, солодовня, винокурний завод й паровий млин, відбувалось 2 ярмарки на рік.
За переписом 1897 року кількість мешканців зросла до 1093 осіб (571 чоловічої статі та 522 — жіночої), з яких 1075 — православної віри.
У 1908 році в селі мешкало 1102 особи (541 чоловічої статі та 561 — жіночої), налічувалось 204 дворових господарства.

### XXI століття
17 липня 2020 року, в результаті адміністративно-територіальної реформи та ліквідації Великоновосілківського району, село увійшло до складу Великоновосілківської селищної громади Волноваського району.
З початку березня 2022 року село перебувало під тимчасовою окупацією російських загарбників.
27 липня 2023 року, в ході контрнаступу Сил Оборони України підрозділи 35-ї бригади морської піхоти та бійці 7 батальйону «Арей» 129 Криворізької бригади тероборони звільнили село від російської окупації. У боях також брали участь загони 3-го полку спецпризначення, які вибили частини російського 247-го парашутно-десантного полку.

## Населення
За даними перепису 2001 року населення села становило 840 осіб, із них 62,62 % зазначили рідною мову українську, 37,14 % — російську та 0,24 % — білоруську мову.

## Особистість
Уродженець села:
- Ластовенко Борис Якович (нар. 25 червня 1946) — український російськомовний поет, член Національної спілки письменників України.